# Chrzan (gromada)
Chrzan – dawna gromada, czyli najmniejsza jednostka podziału terytorialnego Polskiej Rzeczypospolitej Ludowej w latach 1954–1972.
Gromady, z gromadzkimi radami narodowymi (GRN) jako organami władzy najniższego stopnia na wsi, funkcjonowały od reformy reorganizującej administrację wiejską przeprowadzonej jesienią 1954 do momentu ich zniesienia z dniem 1 stycznia 1973, tym samym wypierając organizację gminną w latach 1954–1972.
Gromadę Chrzan z siedzibą GRN w Chrzanie utworzono – jako jedną z 8759 gromad na obszarze Polski – w powiecie jarocińskim w woj. poznańskim, na mocy uchwały nr 22/54 WRN w Poznaniu z dnia 5 października 1954. W skład jednostki weszły obszary dotychczasowych gromad Bieździadów i Chrzan ze zniesionej gminy Żerków oraz obszar dotychczasowej gromady Dębno ze zniesionej gminy Nowe Miasto n/Wartą – w tymże powiecie. Dla gromady ustalono 16 członków gromadzkiej rady narodowej.
Gromadę zniesiono 1 stycznia 1960, a jej obszar włączono do gromady Żerków w tymże powiecie.